# Daniel Bauer
Daniel Bauer (* 17. Oktober 1982 in Andernach) ist ein ehemaliger deutscher Fußballspieler und heutiger Trainer.

## Karriere
Bauer begann seine Karriere im Senioren-Bereich beim TuS Mayen in der fünfklassigen Verbandsliga Rheinland. In seiner ersten Saison gelang ihm mit der Mannschaft der Aufstieg in die Oberliga Südwest, in der das Team im darauffolgenden Jahr Platz 12 erreichte. Anschließend wechselte Bauer zum Zweitligisten Eintracht Trier, wo er innerhalb der nächsten vier Jahre 26 Spiele in der zweiten Liga und 10 Spiele in der Regionalliga Süd absolvierte.
Nachdem sein Vertrag nicht verlängert worden war, war Bauer eine Zeitlang arbeitslos, da er sich am letzten Tag seines Probetrainings beim 1. FC Union Berlin einen dreifachen Bänderriss im Sprunggelenk zuzog.
In der folgenden Winterpause konnte er dennoch einen Vertrag bei Union Berlin unterschreiben und wurde bis zum Sommer in zehn Spielen der Regionalliga Nord eingesetzt.
Nach Ablauf der Saison konnte sich Bauer mit Union nicht auf einen neuen Vertrag einigen und war wieder ein halbes Jahr arbeitslos. Dann wechselte er zum finnischen Erstligisten Rovaniemi PS und hatte neun Einsätze in der Veikkausliiga, ehe ihn das Verletzungspech wieder einholte und er aufgrund eines gebrochenen Schulterblattes die zweite Hälfte der Saison fehlte.
Da sein Vertrag in Finnland nicht verlängert wurde, wechselte Daniel Bauer zurück nach Deutschland. Am 2. Februar 2009 unterschrieb er einen bis Juni 2010 laufenden Vertrag beim 1. FC Magdeburg. Mit dem damaligen Magdeburger Trainer Paul Linz hatte Bauer bereits während seiner Zeit bei Eintracht Trier zusammengearbeitet. In seiner ersten Saison konnte sich Bauer einen Stammplatz erkämpfen und kam in 14 der 17 Ligaspiele zum Einsatz. Aufgrund einer schwerwiegenden Verletzung konnte er in der Saison 2009/10 nur in 16 Spielen eingesetzt werden. Dennoch verlängerte Bauer seinen im Juni 2010 auslaufenden Vertrag in Magdeburg. In der Saison 2010/11 war er Kapitän der Mannschaft. Im Oktober 2011 wurde er vom neuen Trainer Ronny Thielemann abgesetzt. Am 23. November 2011 einigten sich der 1. FC Magdeburg und Bauer auf eine Auflösung des Vertrages zum 31. Dezember 2011. Bis dahin wurde Bauer freigestellt. Die Ursache für diesen Schritt war der verbale Angriff von vermummten Anhängern des 1. FC Magdeburg in der Wohnung des Spielers.
Am 24. Januar 2012 unterschrieb Bauer einen Vertrag bis Saisonende bei seinem ehemaligen Verein, SV Eintracht Trier, in der Regionalliga West. Zur Spielzeit 2012/13 wechselte er nach Norddeutschland zum VfB Oldenburg.
Dort wurde er im Januar wegen unüberbrückbarer Differenzen mit der sportlichen Leitung aussortiert. Am 31. Januar 2013 unterschrieb Bauer einen Vertrag bis zum Saisonende 2013/14 bei der Regionalliga-Reserve von Hannover 96. Nach dem Ende der Saison 2013/2014 wurde Bauer Co-Trainer der Mannschaft. Zur Saison 2016/17 wechselte Bauer als Assistenztrainer zur U19 des VfL Wolfsburg. Ein Jahr später wurde er Co-Trainer der Reservemannschaft und von 2020 bis Ende 2021 war er hauptverantwortlicher Trainer der B-Jugend des Vereins. Seit dem 3. Januar 2022 hat er diese Position nun bei der Wolfsburger U19 inne.
Nach der Trennung von Ralph Hasenhüttl übernahm Bauer die Bundesligamannschaft interimsweise bis zum Ende der Saison 2024/25. Diese stand zwei Spieltage vor Saisonende auf dem 12. Platz und konnte weder das internationale Geschäft erreichen noch absteigen. Aus den letzten beiden Spielen holte er mit der Mannschaft vier Punkte.